# Internationaal Museum van het Carnaval en het Masker
Het Internationaal Museum van het Carnaval en het Masker (Frans: Musée International du Carnaval et du Masque) is een museum in de Belgische stad Binche. Het museum werd opgericht in de jaren 1970 door Charles Deliège en het stadsbestuur van Binche. Het museum werd ondergebracht in een augustijnenschool uit 1738.
In het museum worden verschillende thema's belicht: het carnaval van Binche en de Gilles, maskers van over de hele wereld, carnaval en folklore in Wallonië.